# Oliveira Fortes
Oliveira Fortes là một đô thị thuộc bang Minas Gerais, Brasil. Đô thị này có diện tích 110,85 km², dân số năm 2007 là 1939 người, mật độ 19,1 người/km².